# Jay Haas
Jay Dean Haas (St Louis, Missouri, 2 december 1953) is een Amerikaans professioneel golfer. 

## Biografie
Haas komt uit een familie van golfers. Zijn neef Bob Coalby won in 1968 de Masters en zijn zoon Bill speelt sinds 2006 op de PGA Tour. Jay is de broer van Jerry Haas, de vader van Jay Haas Jr en de zwager van Dillard Pruitt, die allen ook op de Tour spelen. Haas studeerde aan de Wake Forest Universiteit en zat met Curtis Strange en Bob Byman in het winnende team van het NCAA kampioenschap.
Haas werd in 1976 professioneel golfer en kwam voornamelijk op de Amerikaanse PGA Tour. Tussen 1978 en 1993 won Haas negen toernooien op deze tour. Haas speelde 799 toernooien op de PGA Tour, waarbij hij 592 keer de cut haalde. Hiermee is Haas recordhouder op de PGA Tour. Haas nam 87 keer deel aan een major-toernooi. Haas eindigde 3e op het Masters Tournament van 1995 en op het PGA Championship van 1999. 
In 1983 werd Haas voor een eerste keer geselecteerd voor de Ryder Cup. Onder leiding van kapitein Jack Nicklaus won Haas met zijn landgenoten van het Europese team. 
Haas speelt sinds 2003 op de Champions Tour, waar hij 18 toernooien heeft gewonnen, inclusief drie Senior Majors.

## Resultaten

### Overwinningen
| Jaar | Toernooi                                                   | Tour           |
| ---- | ---------------------------------------------------------- | -------------- |
| 1976 | Missouri Open                                              |                |
| 1978 | Andy Williams-San Diego Open Invitational                  | PGA Tour       |
| 1981 | Greater Milwaukee Open                                     | PGA Tour       |
| 1981 | B.C. Open                                                  | PGA Tour       |
| 1982 | Hall of Fame                                               | PGA Tour       |
| 1982 | Texas Open                                                 | PGA Tour       |
| 1982 | Spalding Invitational                                      |                |
| 1983 | Ryder Cup                                                  |                |
| 1987 | Big "I" Houston Open                                       | PGA Tour       |
| 1988 | Bob Hope Chrysler Classic                                  | PGA Tour       |
| 1991 | Mexicaans Open                                             |                |
| 1992 | Federal Express St. Jude Classic                           | PGA Tour       |
| 1993 | H.E.B. Texas Open                                          | PGA Tour       |
| 1994 | Presidents Cup                                             |                |
| 1996 | Franklin Templeton Shark Shootout (met Tom Kite)           |                |
| 2003 | Presidents Cup (gedeeld met het internationale team)       |                |
| 2004 | CVS Charity Classic (met Bill Haas)                        |                |
| 2004 | UBS Cup                                                    |                |
| 2005 | Wendy's 3-Tour Challenge (met Hale Irwin en Craig Stadler) |                |
| 2005 | Greater Hickory Classic at Rock Barn                       | Champions Tour |
| 2005 | SBC Championship                                           | Champions Tour |
| 2006 | Liberty Mutual Legends of Golf                             | Champions Tour |
| 2006 | FedEx Kinko's Classic                                      | Champions Tour |
| 2006 | Senior PGA Championship                                    | Champions Tour |
| 2006 | Administaff Small Business Classic                         | Champions Tour |
| 2007 | Wendy's 3-Tour Challenge (met Hale Irwin en Craig Stadler) |                |
| 2007 | Toshiba Classic                                            | Champions Tour |
| 2007 | Liberty Mutual Legends of Golf                             | Champions Tour |
| 2007 | Principal Charity Classic                                  | Champions Tour |
| 2007 | Bank of America Championship                               | Champions Tour |
| 2008 | Senior PGA Championship                                    | Champions Tour |
| 2008 | Principal Charity Classic                                  | Champions Tour |
| 2009 | Wendy's 3-Tour Challenge (met Fred Funk en Nick Price)     |                |
| 2009 | Greater Hickory Classic at Rock Barn                       | Champions Tour |
| 2009 | Constellation Energy Senior Players Championship           | Champions Tour |
| 2011 | 3M Championship                                            | Champions Tour |
| 2012 | CVS Caremark Charity Classic (met Morgan Pressel)          |                |
| 2012 | Principal Charity Classic                                  | Champions Tour |
| 2014 | Greater Hickory Kia Classic at Rock Barn                   | Champions Tour |
| 2016 | Toshiba Classic                                            | Champions Tour |

### Teamdeelnames
- Walker Cup: 1975 (winnaar)
- Ryder Cup: 1983 (winnaar), 1995, 2004
- Presidents Cup: 1994 (winnaar), 2003 (winnaar), 2015 (niet-spelend kapitein)
- UBS Cup: 2004 (winnaar)
- Wendy's 3-Tour Challenge: 2004, 2005 (winnaar), 2006, 2007, 2008 (winnaar), 2009, 2011 (winnaar)

### Resultaten op deMajors
| Major                 | 1974 | 1975 | 1976 | 1977 | 1978 | 1979 | 1980 | 1981 | 1982 | 1983 | 1984 | 1985 | 1986 | 1987 | 1988 | 1989 | 1990 | 1991 | 1992 | 1993 | 1994 | 1995 | 1996 | 1997 | 1998 | 1999 | 2000 | 2001 | 2002 | 2003 | 2004 | 2005 | 2006 | 2007 | 2008 |
| --------------------- | ---- | ---- | ---- | ---- | ---- | ---- | ---- | ---- | ---- | ---- | ---- | ---- | ---- | ---- | ---- | ---- | ---- | ---- | ---- | ---- | ---- | ---- | ---- | ---- | ---- | ---- | ---- | ---- | ---- | ---- | ---- | ---- | ---- | ---- | ---- |
| Masters Tournament    |      |      | CUT  |      | T47  |      | T17  | T31  | 44   | T27  | T21  | 5    | T6   | T7   | CUT  | T46  |      |      |      | 38   | T5   | T3   | T36  |      | T12  | T44  | T37  |      |      | CUT  | T17  | 48   |      |      |      |
| U.S. Open             | T54  | T18  |      | T5   | CUT  |      | T26  | CUT  | T6   | T43  | T11  | T15  | CUT  |      | T25  | CUT  | CUT  |      | T23  | T77  | CUT  | T4   | T90  | T5   | CUT  | T17  |      |      | T12  | CUT  | T9   | CUT  | T37  |      |      |
| The Open Championship |      |      |      |      |      |      |      |      | T27  | T19  | T36  |      |      | T35  | T38  |      |      |      |      |      |      | T79  | T22  | T24  |      |      |      |      |      | CUT  | CUT  |      |      |      |      |
| PGA Championship      |      |      |      |      | T58  | T7   | T50  | T19  | T5   | T9   | T39  | T38  | T53  | T28  | T38  | CUT  | CUT  |      | T62  | T20  | 14   | T8   | T31  | T61  | T40  | T3   | T64  |      | CUT  | T5   | T37  | CUT  | T68  |      | CUT  |

CUT = miste de cut halverwege

### Resultaten op deWorld Golf Championships
| Toernooi          | 2003 | 2004 | 2005 |
| ----------------- | ---- | ---- | ---- |
| WGC Kampioenschap | T54  | T43  |      |
| WGC Matchplay     | QF   | R64  | R16  |
| WGC Invitational  | T17  | T41  | T19  |

### Resultaten op deSenior majors
| Major                            | 2004 | 2005 | 2006 | 2007 | 2008 | 2009 | 2010 | 2011 | 2012 | 2013 | 2014 | 2015 | 2016 | 2017 | 2018 | 2019 | 2020 | 2021 | 2022 | 2023 | 2024 |
| -------------------------------- | ---- | ---- | ---- | ---- | ---- | ---- | ---- | ---- | ---- | ---- | ---- | ---- | ---- | ---- | ---- | ---- | ---- | ---- | ---- | ---- | ---- |
| The Tradition                    |      | T23  | T20  | T14  | T3   | T17  | T10  | T5   | T13  | T31  | T3   |      | T52  | T54  | 63   |      | GT   |      |      |      |      |
| Senior PGA Kampioenschap         | 2    | CUT  | 1    | T9   | 1    | T9   | T23  | T34  | T29  | T2   | T3   | T50  |      | T38  | CUT  | T63  | GT   | 75   | T64  |      | CUT  |
| US Senior Open                   | T3   | T22  | T8   | T5   | T9   | T13  | T20  | T13  | T9   | T35  |      | T38  | T14  | T42  | T14  | T17  | GT   | T40  | T7   |      | T22  |
| Senior Players Championship      |      | T18  | T3   | T17  | 6    | 1    | T20  | T32  | T20  | T27  | T6   |      | T54  | T14  | T32  | T2   | 27   | T52  | 64   |      |      |
| Senior British Open Championship |      |      | T6   | T4   |      | T19  | T8   | T28  | T40  |      |      |      |      |      |      |      | GT   |      |      |      |      |

CUT = miste de cut halverwege

GT = geen toernooi

## Onderscheidingen
Haas kreeg verscheidene onderscheidingen die vooral slaan op sportiviteit, correctheid en het uitdragen van de sport zoals de Payne Stewart Award in 2004 en de Bob Jones Award in 2006. Daarnaast werd hij in 2006 en 2007 Champions Tour Player of the Year.